# David Pitt
David Pitt (Londra, 2 settembre 1991) è un calciatore inglese naturalizzato sanvincentino, centrocampista dell'Aylesbury Utd.

## Carriera

### Club
Tra il 2008 ed il 2010 ha giocato nelle giovanili del Brentford, che nella parte finale della stagione 2009-2010 l'ha ceduto in prestito al Worthing, club di Isthmian League Division One South (ottava divisione inglese). Successivamente, nella stagione 2011-2012 ha totalizzato 14 presenze ed una rete nella seconda divisione cipriota con l'APEP Pitsilia. Nel 2012 è tornato in Inghilterra: dalla stagione 2012-2013 in poi ha sempre giocato nelle serie minori inglesi (il più alto livello toccato consiste nelle 17 presenze in National League North con il Brackley Town nella stagione 2016-2017).

### Nazionale
Ha esordito in nazionale il 25 marzo 2016 giocando da titolare in una partita di qualificazione ai Mondiali del 2018 persa per 3-2 in casa contro Trinidad e Tobago; il 4 giugno dello stesso anno ha poi giocato la sua seconda ed ultima partita in nazionale, disputando da titolare l'incontro perso per 2-1 sul campo del Suriname e valevole per le qualificazioni alla Coppa dei Caraibi 2017.

## Statistiche

### Cronologia presenze e reti in nazionale
| Cronologia completa delle presenze e delle reti in nazionale ― Saint Vincent e Grenadine | Cronologia completa delle presenze e delle reti in nazionale ― Saint Vincent e Grenadine | Cronologia completa delle presenze e delle reti in nazionale ― Saint Vincent e Grenadine | Cronologia completa delle presenze e delle reti in nazionale ― Saint Vincent e Grenadine | Cronologia completa delle presenze e delle reti in nazionale ― Saint Vincent e Grenadine | Cronologia completa delle presenze e delle reti in nazionale ― Saint Vincent e Grenadine | Cronologia completa delle presenze e delle reti in nazionale ― Saint Vincent e Grenadine | Cronologia completa delle presenze e delle reti in nazionale ― Saint Vincent e Grenadine |
| Data                                                                                     | Città                                                                                    | In casa                                                                                  | Risultato                                                                                | Ospiti                                                                                   | Competizione                                                                             | Reti                                                                                     | Note                                                                                     |
| ---------------------------------------------------------------------------------------- | ---------------------------------------------------------------------------------------- | ---------------------------------------------------------------------------------------- | ---------------------------------------------------------------------------------------- | ---------------------------------------------------------------------------------------- | ---------------------------------------------------------------------------------------- | ---------------------------------------------------------------------------------------- | ---------------------------------------------------------------------------------------- |
| 25-3-2016                                                                                | Kingstown                                                                                | Saint Vincent e Grenadine                                                                | 2 – 3                                                                                    | Trinidad e Tobago                                                                        | Qual. Mondiali 2018                                                                      | -                                                                                        | 64’                                                                                      |
| 4-6-2016                                                                                 | Paramaribo                                                                               | Suriname                                                                                 | 2 – 1                                                                                    | Saint Vincent e Grenadine                                                                | Qual. Coppa dei Caraibi 2017                                                             | -                                                                                        | 49’                                                                                      |
| Totale                                                                                   |                                                                                          | Presenze                                                                                 | 2                                                                                        |                                                                                          | Reti                                                                                     | 0                                                                                        |                                                                                          |